# Alexander Wessel
Alexander Karl Ludwig Wessel (* 9. November 1880 in Frankenberg/Hessen; † 1. Oktober 1954 in Gadderbaum-Bethel, heute Bielefeld) war ein deutscher evangelischer Pfarrer, ehemaliger Häftling im KZ Buchenwald. Nach dem Ende des Zweiten Weltkrieges gründete er die Volkssolidarität im Ort und half mit, Treffen ehemaliger Buchenwald-Häftlinge vorzubereiten.

## Lebensdaten
Wessel besuchte das Gymnasium in Laubach. Ab 1900 studierte er Evangelische Theologie an der Universität Marburg und der Universität Berlin. Am 15. September 1907 wurde er zum Pfarrer ordiniert und war ab 1911 als Militärpfarrer tätig. Ab 10. August 1919 betreute er den Luthersprengel der Evangelischen Kirchgemeinde Weimar. Er war sozial engagiert und organisierte für Weimar u. a. den Christbaum für alle, der jährlich in der Adventszeit auf den Stufen des Kunstgewerbemuseums aufgestellt wurde. In der Zeit der Naziherrschaft gehörte er zur Bekennenden Kirche und wurde von der Gestapo beobachtet. Im August 1941 wurde er im KZ Buchenwald mit der Häftlingsnummer 4.502 interniert und kam erst am 13. September unter Auflagen wieder frei.
Nach der Befreiung von der NS-Herrschaft wurde er 1946 wieder Pfarrer in Weimar an der St. Peter und Paulkirche. Bereits 1945 gründete er mit anderen Gleichgesinnten die soziale Hilfsorganisation Volkssolidarität. In späteren Jahren beteiligte sich Wessel an der Vorbereitung von Treffen ehemaliger Buchenwald-Häftlinge.
Ende 1949 übersiedelte Wessel mit seiner Frau Käthe (geb. Krickau) und den beiden Kindern in die Bundesrepublik Deutschland.